# Psychotria ouatilouensis
Psychotria ouatilouensis är en måreväxtart som beskrevs av André Guillaumin. Psychotria ouatilouensis ingår i släktet Psychotria och familjen måreväxter. Inga underarter finns listade i Catalogue of Life.